# Liste der Simultankirchen in Deutschland

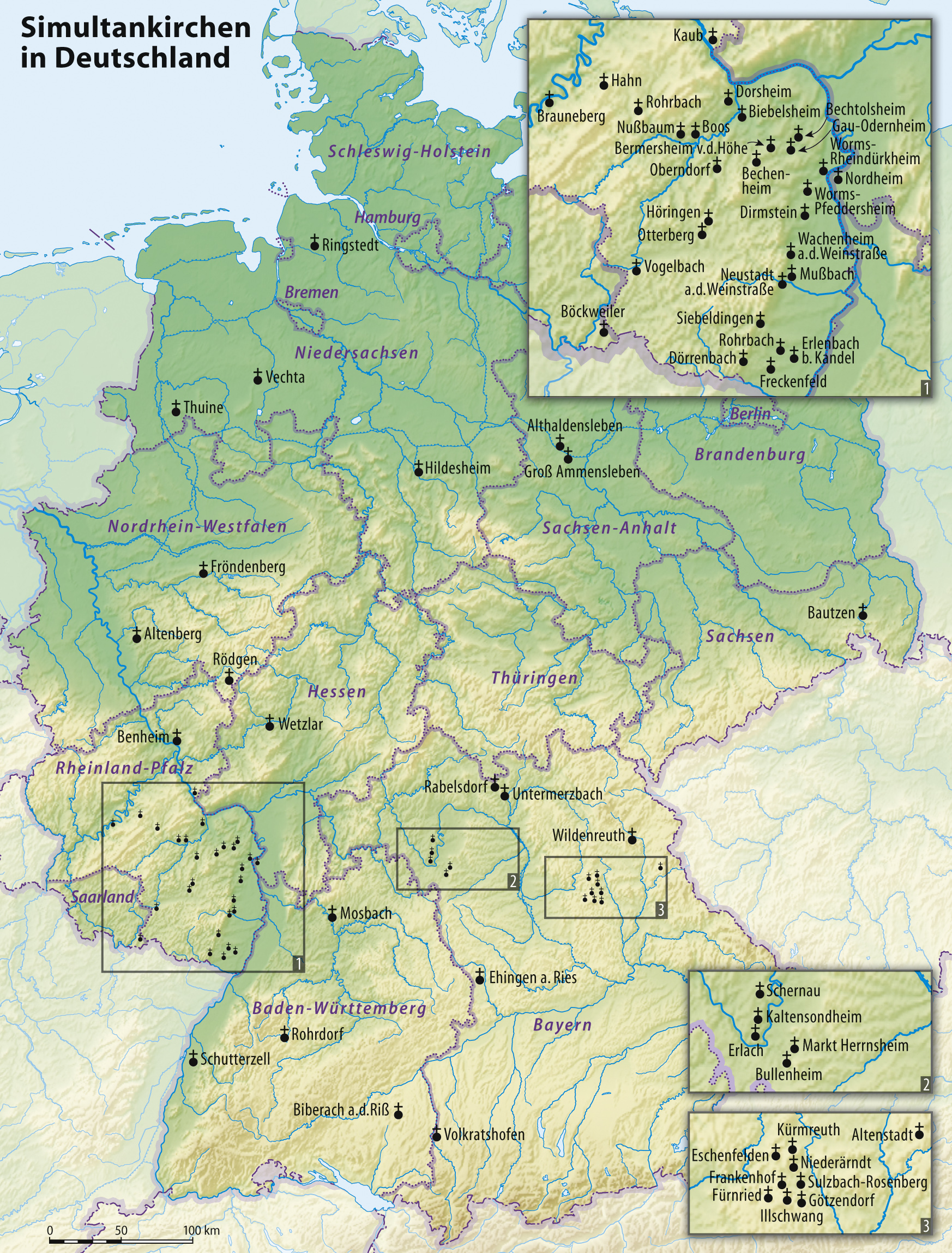
Verteilung der Simultankirchen in Deutschland

Die Liste der Simultankirchen in Deutschland enthält alle 64 Simultankirchen Deutschlands sowie weitere bikonfessionelle Kirchen, die keine Simultankirchen im engeren Sinne sind.

## Listen

### Simultankirchen
Die 64 evangelisch-katholischen Simultankirchen in Deutschland verteilen sich auf neun Bundesländer bzw. zwölf Landeskirchen oder 18 Bistümer. Die meisten Simultankirchen gibt es in Rheinland-Pfalz mit 29 (entspricht 45,3 % aller Simultankirchen in Deutschland), gefolgt von Bayern mit 19 Kirchen (29,7 %). Baden-Württemberg hat vier (6,3 %), Nordrhein-Westfalen drei Simultankirchen (4,7 %). In Niedersachsen gibt es ebenfalls drei, in Hessen und in Sachsen-Anhalt jeweils zwei (je 3,1 %), sowie je eine im Saarland und in Sachsen (je 1,6 %).
Zählt man die früheren Simultankirchen hinzu, ergibt sich eine wesentlich höhere Zahl. So sind im Herrschaftsgebiet des Pfalzgrafen Christian August von Sulzbach in der nördlichen Oberpfalz 49 Simultankirchen ab 1652 dokumentiert. Das Simultaneum endete erst Anfang des 20. Jahrhunderts, in neun Kirchen besteht es bis heute.
Eine Sonderrolle nimmt die St.-Fabian-Kirche im niedersächsischen Ringstedt ein: Sie wird seit 1706 von einer evangelisch-lutherischen und einer evangelisch-reformierten Gemeinde genutzt.
| Bundesland          | Ort                          | Simultankirche                    | Nutzung seit          | evangelische Landeskirche | katholisches (Erz-)Bistum   | Bemerkungen |
| ------------------- | ---------------------------- | --------------------------------- | --------------------- | ------------------------- | --------------------------- | --- |
| Baden-Württemberg   | Biberach an der Riß          | St. Martinus und Maria            | 30. Juni 1548         | EKiW                      | Bistum Rottenburg-Stuttgart | |
| Baden-Württemberg   | Mosbach                      | Stiftskirche St. Juliana          | 1685                  | Baden                     | Erzbistum Freiburg          | |
| Baden-Württemberg   | Schutterzell                 | Michaelis-Kirche                  | 1804                  | Baden                     | Erzbistum Freiburg          | [ 3 ] |
| Baden-Württemberg   | Rohrdorf                     | Johanneskirche                    | 1556                  | EKiW                      | Bistum Rottenburg-Stuttgart | |
| Bayern              | Altenstadt bei Vohenstrauß   | St. Johannes Baptist              | 15. März 1654         | ELKB                      | Bistum Regensburg           | |
| Bayern              | Bullenheim                   | St. Leonhard                      | 1664                  | ELKB                      | Erzbistum Bamberg           | |
| Bayern              | Erlach                       | St. Johannes                      | März 1701             | ELKB                      | Bistum Würzburg             | |
| Bayern              | Eschenfelden                 | Corpus-Christi-Kirche             | 1652/53               | ELKB                      | Bistum Eichstätt            | |
| Bayern              | Frankenhof bei Illschwang    | St. Margareth                     | 1652/53               | ELKB                      | Bistum Eichstätt            | |
| Bayern              | Fürnried                     | St. Willibald                     | 1652/53               | ELKB                      | Bistum Eichstätt            | |
| Bayern              | Götzendorf bei Illschwang    | St. Magdalena                     | 1652/53               | ELKB                      | Bistum Eichstätt            | |
| Bayern              | Illschwang                   | St. Vitus                         | 1652/53               | ELKB                      | Bistum Eichstätt            | |
| Bayern              | Kaltensondheim               | St. Andreas                       | 1701 (vermutlich)     | ELKB                      | Bistum Würzburg             | |
| Bayern              | Kürmreuth                    | Hl. Laurentius                    | 1652/53               | ELKB                      | Bistum Eichstätt            | |
| Bayern              | Markt Herrnsheim             | St. Martin                        | 1664                  | ELKB                      | Erzbistum Bamberg           | [ 4 ] |
| Bayern              | Niederärndt                  | St. Joseph                        | 1555                  | ELKB                      | Bistum Eichstätt            | [ 5 ] |
| Bayern              | Rabelsdorf                   | St.-Bartholomäus-Kapelle          | 1828 (nach)           | ELKB                      | Bistum Würzburg             | |
| Bayern              | Schernau                     | St. Andreas                       |                       | ELKB                      | Bistum Würzburg             | |
| Bayern              | Sulzbach-Rosenberg           | Spitalkirche St. Elisabeth        | 1802                  | ELKB                      | Bistum Regensburg           | |
| Bayern              | Untermerzbach                | ev. Pfarrkirche                   | 1691                  | ELKB                      | Erzbistum Bamberg           | |
| Bayern              | Volkratshofen                | St. Stephan                       | 21. Jan. 1569         | ELKB                      | Bistum Augsburg             | |
| Bayern              | Wildenreuth bei Erbendorf    | St. Jakob                         | 30. Apr. 1663         | ELKB                      | Bistum Regensburg           | |
| Bayern              | Ehingen am Ries              | St. Stephan und Ulrich            | 1550                  | ELKB                      | Bistum Augsburg             | |
| Hessen              | Nordheim                     | St. Antonius                      | 1697                  | EKHN                      | Bistum Mainz                | |
| Hessen              | Wetzlar                      | Wetzlarer Dom                     | 1561                  | EKiR                      | Bistum Limburg              | |
| Niedersachsen       | Hildesheim                   | St. Michael                       | 1562                  | Hannover                  | Bistum Hildesheim           | |
| Niedersachsen       | Thuine                       | St. Georg                         | 25. Juli 1822         | ERK                       | Bistum Osnabrück            | |
| Niedersachsen       | Vechta                       | Klosterkirche Vechta              | 1818                  | Oldenburg                 | Bistum Münster              | |
| Nordrhein-Westfalen | Altenberg                    | Altenberger Dom                   | 3. Juli 1857          | EKiR                      | Erzbistum Köln              | |
| Nordrhein-Westfalen | Fröndenberg                  | Stiftskirche Fröndenberg          | 1672                  | EKvW                      | Erzbistum Paderborn         | vor 1672 |
| Nordrhein-Westfalen | Rödgen                       | Pfarrkirche St. Johannes Baptist  | 1651                  | EKvW                      | Erzbistum Paderborn         | |
| Rheinland-Pfalz     | Appenhofen                   | Simultankirche Appenhofen         |                       | EKPfalz                   | Bistum Speyer               | |
| Rheinland-Pfalz     | Bechenheim                   | Simultankirche St. Alban          | 1697                  | EKHN                      | Bistum Mainz                | zusätzlich ab 1717 evangelisch-lutherisch |
| Rheinland-Pfalz     | Bechtolsheim                 | Simultankirche Bechtolsheim       | 1685                  | EKHN                      | Bistum Mainz                | |
| Rheinland-Pfalz     | Bendorf                      | Medarduskirche                    | 1651                  | EKiR                      | Bistum Trier                | |
| Rheinland-Pfalz     | Bermersheim vor der Höhe     | Simultankirche St. Martin         | 1685 (vermutlich)     | EKHN                      | Bistum Mainz                | spätestens seit 1697 simultan durch Frieden von Rijswijk |
| Rheinland-Pfalz     | Biebelsheim                  | St. Martin                        | 1650 (vermutlich)     | EKHN                      | Bistum Mainz                | spätestens um 1700 durch den Rijswijker Frieden |
| Rheinland-Pfalz     | Boos                         | Simultankirche Boos               |                       | EKiR                      | Bistum Trier                | [ 6 ] |
| Rheinland-Pfalz     | Brauneberg                   | St. Remigius                      | 1684                  | EKiR                      | Bistum Trier                | Seit 1955 räumlich aufgeteilt |
| Rheinland-Pfalz     | Dirmstein                    | Simultankirche Dirmstein          | 1746                  | EKPfalz                   | Bistum Speyer               | im Vorgängerbau bereits seit 1708 |
| Rheinland-Pfalz     | Dorsheim                     | Simultankirche Dorsheim           | 1895                  | EKiR                      | Bistum Trier                | |
| Rheinland-Pfalz     | Dörrenbach                   | Simultankirche Dörrenbach         | 21. Dez. 1684         | EKPfalz                   | Bistum Speyer               | |
| Rheinland-Pfalz     | Erlenbach bei Kandel         | Simultankirche Erlenbach          | 1697 (spätestens)     | EKPfalz                   | Bistum Speyer               | |
| Rheinland-Pfalz     | Freckenfeld                  | Simultankirche Freckenfeld        | 18. Nov. 1721         | EKPfalz                   | Bistum Speyer               | |
| Rheinland-Pfalz     | Gau-Odernheim                | Simultankirche Gau-Odernheim      | 20. Nov. 1706         | EKHN                      | Bistum Mainz                | baulich getrennt - ev.: ehemalige Stadtkirche - kath.: St. Rufus |
| Rheinland-Pfalz     | Hahn                         | Simultankirche Hahn               | 17. Mai 1689          | EKiR                      | Bistum Trier                | |
| Rheinland-Pfalz     | Höringen                     | Simultankirche Höringen           | 1684                  | EKPfalz                   | Bistum Speyer               | |
| Rheinland-Pfalz     | Kaub                         | Simultankirche Kaub               | 1687                  | EKHN                      | Bistum Limburg              | |
| Rheinland-Pfalz     | Mußbach                      | Simultankirche Mußbach            | 1685                  | EKPfalz                   | Bistum Speyer               | Simultaneum ist am 8. Mai 2007 erloschen |
| Rheinland-Pfalz     | Neustadt an der Weinstraße   | Stiftskirche                      | 9. Nov. 1698          | EKPfalz                   | Bistum Speyer               | |
| Rheinland-Pfalz     | Nußbaum                      | Simultankirche Nußbaum            | 1705                  | EKiR                      | Bistum Trier                | |
| Rheinland-Pfalz     | Oberndorf                    | Simultankirche St. Valentin       | 1683                  | EKPfalz                   | Bistum Speyer               | |
| Rheinland-Pfalz     | Otterberg                    | Abteikirche Otterberg             | 169?                  | EKPfalz                   | Bistum Speyer               | Simultankirche seit 1691. Zeitweise von vier Gemeinden und drei Konfessionen gleichzeitig genutzt, von der französisch-reformierten, der deutsch-reformierten, der lutherischen und der römisch-katholischen Gemeinde. |
| Rheinland-Pfalz     | Rohrbach (Hunsrück)          | Kirche Rohrbach                   | 1791                  | EKiR                      | Bistum Trier                | |
| Rheinland-Pfalz     | Rohrbach (Pfalz)             | Simultankirche Rohrbach           | 1693                  | EKPfalz                   | Bistum Speyer               | |
| Rheinland-Pfalz     | Siebeldingen                 | Simultankirche St. Quintin        | 1689                  | EKPfalz                   | Bistum Speyer               | |
| Rheinland-Pfalz     | Vogelbach                    | St. Philipp und Jakob             | 1672                  | EKPfalz                   | Bistum Speyer               | |
| Rheinland-Pfalz     | Wachenheim an der Weinstraße | St. Georgskirche                  | 1707                  | EKPfalz                   | Bistum Speyer               | |
| Rheinland-Pfalz     | Worms-Pfeddersheim           | Simultankirche Worms-Pfeddersheim | 1706                  | EKHN                      | Bistum Mainz                | |
| Rheinland-Pfalz     | Worms-Rheindürkheim          | Simultankirche St. Peter          | 1685                  | EKHN                      | Bistum Mainz                | |
| Saarland            | Böckweiler                   | Stephanuskirche                   | 1697 (wahrscheinlich) | EKPfalz                   | Bistum Speyer               | Katholiken haben Anrecht auf acht Gottesdienste an Sonntagen im Jahr. |
| Sachsen             | Bautzen                      | St.-Petri-Dom                     | 1524                  | EvLKS                     | Bistum Dresden-Meißen       | älteste und größte Simultankirche Deutschlands |
| Sachsen-Anhalt      | Althaldensleben              | Althaldensleber Kirche            | 1830                  | EKM                       | Bistum Magdeburg            | Zwei separate Schiffe, mittiger Turm „simultan“ - kath.: St. Johannes Baptist - ev.: Luther |
| Sachsen-Anhalt      | Groß Ammensleben             | Klosterkirche                     | 1614                  | EKM                       | Bistum Magdeburg            | |

### Gemeinsame Nutzung
Die folgende Tabelle enthält eine Auswahl von Kirchengebäuden, die ebenfalls von unterschiedlichen Konfessionen genutzt werden, aber keine Simultankirchen im ursprünglichen Sinne sind.
| Bundesland             | Ort                     | Kirche                                 | Nutzung seit  | Eigentümer                                                                                             | Mitnutzer                                       | Bemerkungen                           |
| ---------------------- | ----------------------- | -------------------------------------- | ------------- | --- | ----------------------------------------------- | ------------------------------------- |
| Baden-Württemberg      | Freiburg im Breisgau    | Maria-Magdalena-Kirche                 | 25. Juli 2004 | Evangelische Landeskirche in Baden                                                                     | Erzbistum Freiburg                              |                                       |
| Baden-Württemberg      | Schwäbisch Gmünd        | St. Michael                            | 2018          | Diözese Rottenburg-Stuttgart                                                                           | EKiW                                            |                                       |
| Baden-Württemberg      | Stuttgart               | St. Katharina                          | 1907          | Anglikanische Gemeinschaft                                                                             | Alt-Katholische Gemeinde Stuttgart              | [ 7 ]                                 |
| Bayern                 | Bad Griesbach im Rottal | Emmauskirche                           | 11. Okt. 1992 | ELKB                                                                                                   | Bistum Passau                                   |                                       |
| Bayern                 | Kulmbach                | Schlosskirche der Plassenburg          |               | |                                                 |                                       |
| Bayern                 | München                 | St. Willibrord                         |               | Alt-katholische Gemeinde München                                                                       | Rumänisch-Orthodoxe Kirche                      | [ 8 ]                                 |
| Hessen                 | Braunfels               | Schlosskirche                          | 2005          | Bistum Limburg                                                                                         | evangelisch-uniert                              |                                       |
| Hessen                 | Frankfurt               | Christuskirche (Frankfurt-Westend)     | 1978          | Evangelische Oromo-Gemeinde, Serbisch-Orthodoxe Gemeinde und Christus Immanuel Personalkirchengemeinde |                                                 | gemeinsame Trägerschaft der Gemeinden |
| Mecklenburg-Vorpommern | Satow                   | Dorfkirche Satow                       | 1945          | Evangelisch-Lutherische Landeskirche Mecklenburgs                                                      | Erzbistum Hamburg                               |                                       |
| Niedersachsen          | Hannover                | Evangelisches Kirchenzentrum Kronsberg | 2005          | Evangelisch-lutherische Landeskirche Hannovers                                                         | Bund Evangelisch-Freikirchlicher Gemeinden      |                                       |
| Niedersachsen          | Klausheide              | Michaeliskirche                        | 1962          | Evangelisch-lutherische Christus- und Kreuz-Kirchengemeinde Nordhorn                                   | ev.-reformierte und röm.-katholische Gemeinde   | kath. Nutzung seit 2009               |
| Nordrhein-Westfalen    | Langenfeld (Galkhausen) | LVR-Klinik-Kirche                      | 30. Nov. 1902 | EKiR                                                                                                   | Erzbistum Köln                                  |                                       |
| Nordrhein-Westfalen    | Ossenberg               | Schlosskapelle Ossenberg               |               | |                                                 |                                       |
| Nordrhein-Westfalen    | Solingen                | Kirche im Halfeshof                    |               | Landschaftsverband Rheinland Evangelische Kirche im Rheinland EKiR                                     | Griechisch-Orthodoxe Metropolie von Deutschland |                                       |
| Rheinland-Pfalz        | Worms-Ibersheim         | Mennonitenkirche                       |               | Mennonitengemeinde Ibersheim (AMG)                                                                     | EKHN                                            | mennonitisch und evangelisch-uniert   |
| Saarland               | Saarbrücken             | Friedenskirche (Saarbrücken)           |               | |                                                 | alt-katholisch und russisch-orthodox  |
| Schleswig-Holstein     | Friedrichstadt          | Mennonitenkirche                       |               | Mennonitengemeinde Friedrichstadt (AMG)                                                                | Dänische Kirche in Südschleswig                 | mennonitisch und lutherisch           |

### Ehemalige Simultankirchen
| Bundesland          | Ort                       | Simultankirche                           | Nutzungszeit   | evangelische Landeskirche                                                                       | katholisches Bistum                                                                           | Bemerkungen |
| ------------------- | ------------------------- | ---------------------------------------- | -------------- | ----------------------------------------------------------------------------------------------- | --------------------------------------------------------------------------------------------- | --- |
| Baden-Württemberg   | Biberach                  | St. Cornelius und Cyprian                | 1675–1863      | Württemberg                                                                                     | Würzburg, ab 1821 Rottenburg                                                                  | |
| Baden-Württemberg   | Ennabeuren                | Cosmas- und Damiankirche                 | 1603–1936      | Württemberg                                                                                     | Konstanz, ab 1821 Rottenburg                                                                  | |
| Baden-Württemberg   | Heidelberg                | Heiliggeistkirche                        | 1706–1936      | Baden                                                                                           | Freiburg                                                                                      | |
| Baden-Württemberg   | Heidelberg-Handschuhsheim | St. Vitus                                | 1650–1905      | Baden                                                                                           | Freiburg                                                                                      | |
| Baden-Württemberg   | Ichenheim                 | St. Nikolaus                             | bis 1960       | Baden                                                                                           | Freiburg                                                                                      | |
| Baden-Württemberg   | Laudenbach                | Dorfkirche                               |                | Baden                                                                                           | Freiburg                                                                                      | |
| Baden-Württemberg   | Seckenheim                | St. Aegidius                             | 1651–1869      | Baden                                                                                           | Freiburg                                                                                      | |
| Baden-Württemberg   | Kürzell                   | St. Laurentius                           | 1831–1962      | Baden                                                                                           | Freiburg                                                                                      | |
| Baden-Württemberg   | Ravensburg                | Karmeliterkirche (heute ev. Stadtkirche) | 1544–1555      | Württemberg                                                                                     | Rottenburg                                                                                    | |
| Bayern              | Buchbrunn                 | St. Maria Magdalena                      | um 1605–1805   | Ansbach                                                                                         | Würzburg                                                                                      | |
| Bayern              | Deiningen                 | St. Martin                               | 1616–1961      | Bayern                                                                                          | Augsburg                                                                                      | |
| Bayern              | Dornheim                  | St. Laurentius                           | 1796–1845      | Schwarzenberg                                                                                   | Würzburg                                                                                      | |
| Bayern              | Hüttenheim                | Evangelische Kirche                      | 1721–1895      | Schwarzenberg                                                                                   | Bamberg                                                                                       | |
| Bayern              | Memmingen                 | Unser Frauen                             | 1530–1805      | Bayern, Dekanat Memmingen                                                                       | Augsburg                                                                                      | Chor und erste Empore katholisch. Langhaus, Sakristei, Chor und zweite Empore evangelisch. |
| Bayern              | Memmingen                 | Kinderlehrkirche                         |                | Dekanat Memmingen                                                                               | Syrisch-Orthodoxe Kirche von Antiochien                                                       | lutherisch und syrisch-orthodox |
| Bayern              | Neuses am Berg            | St. Nicolai                              | 1650–1784      | Ansbach                                                                                         | Würzburg                                                                                      | |
| Bayern              | Repperndorf               | St. Laurentius                           | 1590–1910      | Ansbach, ab 1817 Bayern                                                                         | Würzburg                                                                                      | |
| Bayern              | Rothhausen                | St. Ägidius                              |                | Bayern, Dekanat Schweinfurt                                                                     | Würzburg                                                                                      | |
| Bayern              | Theinfeld                 | St. Matthias                             |                | Bayern, Dekanat Schweinfurt                                                                     | Würzburg                                                                                      | |
| Bayern              | Weiden in der Oberpfalz   | St. Michael                              | 1653/1656–1899 | Pfalz-Sulzbach, ab 1777 Bayern                                                                  | Bistum                                                                                        | [ 9 ] |
| Bayern              | Wiesentheid               | St. Mauritius                            | –1683          |                                                                                                 | Würzburg                                                                                      | Das Simultaneum zwischen Lutheranern und Katholiken wurde 1683 durch Johann Otto von Dernbach aufgehoben. |
| Berlin              | Berlin-Mitte              | Friedrichswerdersche Kirche              | 18??–1872      | Preußen                                                                                         |                                                                                               | Nutzung durch die preußisch-unierte und die französisch-reformierte Gemeinde. |
| Hessen              | Marburg                   | Elisabethkirche                          | 1811–1827      | Kurhessen-Waldeck                                                                               | Fulda                                                                                         | |
| Hessen              | Frankfurt am Main         | Christuskirche                           | 1828–1907      | Hessen-Nassau                                                                                   | Limburg                                                                                       | |
| Niedersachsen       | Badbergen                 | St. Georg                                | 1651–1869      | Hannover                                                                                        | Osnabrück                                                                                     | Regelung infolge der Capitulatio Perpetua Osnabrugensis (Immerwährende Kapitulation) von 1650 |
| Niedersachsen       | Goldenstedt               | St. Gorgonius                            | 1650–1850      | Oldenburg                                                                                       | bis 1666 Osnabrück, anschließend Münster                                                      | In Goldenstedt bestand für zweihundert Jahre das einzigartige Simultaneum mixtum, bei dem nicht nur die Kirche gemeinschaftlich genutzt, sondern auch die Messe bzw. der Gottesdienst sowohl mit katholischen als auch mit lutherischen Elementen gemeinsam abgehalten wurde. |
| Niedersachsen       | Neuenkirchen              | St. Bonifatius                           | 1651–1891      | Oldenburg                                                                                       | Osnabrück, nach der Päpstlichen Bulle Impensa Romanorum Pontificum von 1824 endgültig Münster | Regelung infolge der Capitulatio Perpetua Osnabrugensis (Immerwährende Kapitulation) von 1650 |
| Niedersachsen       | Vörden                    | St. Christophorus                        | 1651–1858      | Hannover                                                                                        | Osnabrück                                                                                     | Regelung infolge der Capitulatio Perpetua Osnabrugensis (Immerwährende Kapitulation) von 1650 |
| Nordrhein-Westfalen | Coesfeld                  | Jesuitenkirche St. Ignatius              | 1803–1969      | Westfalen                                                                                       | Münster                                                                                       | |
| Nordrhein-Westfalen | Gütersloh                 | Apostelkirche                            | 1655–1890      | Westfalen                                                                                       | Osnabrück bzw. nach der Päpstlichen Bulle De salute animarum von 1821 Paderborn               | Regelung infolge der Capitulatio Perpetua Osnabrugensis (Immerwährende Kapitulation) von 1650 |
| Rheinland-Pfalz     | Gensingen                 | St. Martin                               |                | Hessen-Nassau                                                                                   | Bistum Mainz                                                                                  | |
| Rheinland-Pfalz     | Landau in der Pfalz       | Stiftskirche                             | 1530?–1893     | Kurpfalz, ab 1817 Bayern, ab 1848 Pfalz                                                         | Speyer                                                                                        | Seit 1893 im Alleinbesitz der protestantischen Kirchengemeinde |
| Rheinland-Pfalz     | Laumersheim               | St. Bartholomäus                         | 1719–1939      | Kurpfalz, später Pfalz                                                                          | Bistum Speyer                                                                                 | seit 1939 im Alleinbesitz der katholischen Kirchengemeinde |
| Rheinland-Pfalz     | Ludwigshafen am Rhein     | Lutherkirche                             | 1854–?         | Kurpfalz, ab 1817 Bayern, ab 1848 Pfalz                                                         | Speyer                                                                                        | |
| Rheinland-Pfalz     | Niederfischbach           | Ev. Kirche                               | 1652–1898      | Sayn-Altenkirchen, ab 1806 Nassau, ab 1817 Preußen, ab 1821 preußische Kirchenprovinz Rheinland | Trier                                                                                         | [ 11 ] |
| Sachsen             | Dresden                   | Garnisonkirche St. Martin                | 1900–1945      | Sachsen                                                                                         | Breslau, ab 1921 Dresden-Meißen                                                               | |
| Schleswig-Holstein  | Kiel                      | Garnisonkirche (heute Pauluskirche)      | 1882–1907      |                                                                                                 |                                                                                               | Nach Ende des Simultaneums umbenannt in Pauluskirche |
| Thüringen           | Bechstedtstraß            | St. Bonifatius                           | 1946–1972      | Kirchenprovinz Sachsen                                                                          | Fulda                                                                                         | |

Nahezu sämtliche alten Kirchen auf dem Hunsrück, insoweit vorher die Reformation eingeführt worden war, waren infolge des Friedens von Rijswijk Simultankirchen. Dazu gehören unter anderem die Nunkirche in Sargenroth, die evangelische Kirche Kappel, die Michaelskirche Kirchberg, die evangelische Kirche in Thalfang, die evangelische Kirche Veldenz, die evangelische Kirche Rhaunen und die evangelische Kirche Hirschfeld.

## Verbundene Kirchengebäude
Ein Sonderfall sind die aneinander gebaute Basilika St. Vitus und die Evangelische Stadtkirche in Ellwangen, die seit 1997 durch eine Tür, die Ökumenische Pforte, baulich verbunden sind.